# Chen Qirui
Chen Qirui (陳祈睿T, Chén QíruìP; Hsinchu, 15 giugno 2000) è un goista taiwanese professionista 8 dan.

## Biografia
Nel luglio 2012 è diventato professionista dell'Accademia taiwanese di Go vincendo il torneo di qualificazione. A luglio dell'anno successivo è stato promosso 2 dan per aver vinto 20 partite, secondo tempo più breve per diventare 2 dan e secondo 2 dan più giovane nella federazione taiwanese.
Nel 2014 è arrivato secondo alla Donggang Cup ed è stato promosso 3 dan.
Nel 2016 ha vinto il Xinren Wang (torneo per giovani professionisti) contro Lin Junyan ed è stato promosso 4 dan.
Nel 2018 ha partecipato alla ventitreesima edizione della Coppa LG, sconfiggendo Fan Yunruo al primo turno ma perdendo contro Jiang Weijie al secondo; fu promosso 5 dan.
Nel 2019 ha partecipato alla sesta edizione della Globis Cup, una sorta di mondiale under-20, venendo eliminato al primo turno. È stato promosso 6 dan.
Nel 2020 ha perso 1-2 contro Li Wei la finale dello Xinren Wang. Nello stesso anno ha perso per 1-3 la finale del Guoshou contro Xu Haohong.
Nel 2021 ha vinto il Xinren Wang per 2-1 contro Lin Shixun. Ha perso per 1-2 la finale dello Zhonghuan Qisheng contro Wang Yuanjun. Ha partecipato come rappresentante taiwanese alla 26ª edizione della LG Cup: ha passato il primo turno sconfiggendo il sudcoreano Hong Sung-ji, mentre è stato sconfitto al secondo turno dal giapponese Ichiriki Ryo. È stato promosso 7 dan.
Nel 2022 ha perso 0-2 contro Lin Shixun la finale dello Xinren Wang. Nello stesso anno ha perso per 0-3 la finale del Guoshou contro Xu Haohong; sempre contro Xu, ha perso per 1-3 anche la finale dello Shiduan.
Nel 2023 ha perso per 0-3 la finale dello Shiduan, ancora contro Xu Haohong, e per 0-4 la finale del Mingren contro Lai Junfu. Ha partecipato alla 5ª edizione della Mlily Cup, venendo eliminato al primo turno dal cinese Chen Xian. È stato promosso 8 dan.
Nel maggio 2024 ha sconfitto per 2-1 Xu Jingen, vincendo per la terza volta lo Xinren Wang. A ottobre ha perso contro Xu Haohong la finale dello Zhonghuan Qisheng; contro lo stesso Xu ha perso anche la finale del Qiwang, a dicembre.
A giugno 2025 è arrivato secondo nella sesta edizione del Mingren, perdendo la finale per 0-4 contro Lai Junfu (stessa finale e stesso risultato dell'edizione del 2023).

## Palmarès
| Nazionali         | Nazionali            | Nazionali      |
| Tornei            | Vittorie             | Finalista      |
| ----------------- | -------------------- | -------------- |
| Mingren           |                      | 2 (2023, 2025) |
| Qiwang            |                      | 1 (2024)       |
| Shiduan           |                      | 2 (2022, 2023) |
| Guoshou           |                      | 1 (2020, 2022) |
| Zhonghuan Qisheng |                      | 2 (2021, 2024) |
| Xinren Wang       | 3 (2016, 2021, 2024) | 2 (2020, 2022) |
| Totale            | 3                    | 10             |